# جورج داوغرتي
جورج داوغرتي (بالإنجليزية: George Daugherty) هو ملحن أمريكي، ولد في 26 سبتمبر 1955 في بيندلتون في الولايات المتحدة.

## وصلات خارجية
- جورج داوغرتي على موقع IMDb (الإنجليزية)
- جورج داوغرتي على موقع ميوزك برينز (الإنجليزية)
- جورج داوغرتي على موقع قاعدة بيانات برودواي على الإنترنت (الإنجليزية)
- جورج داوغرتي على موقع ديسكوغز (الإنجليزية)
- جورج داوغرتي على موقع قاعدة بيانات الفيلم (الإنجليزية)